# Антонюк Олексій Степанович
Олексій Степанович Антонюк

## Вступ
Олексій Степанович Антонюк (нар. 24 вересня 1965 р. в Києві, УРСР) — український підприємець і громадський діяч у сфері краси. Засновник бренду S&A Group (1989) та компанії S&A Group (1992). Видавець журналів «Дзеркало моди» (рос. «Зеркало моды») з 1997 р., «Косметолог», «Нігтьова естетика» (рос. «Ногтевая Эстетика»)  , «Макіяж» (рос. «Макияж»)  з 2002 р. 
У 1997–2017 рр. — президент Всеукраїнської громадської організації «Спілка перукарів України». Організатор національних чемпіонатів та виставок «Б'юті Салон» і «Б'юті Маркет», засновник та організатор Чемпіонату України з перукарського мистецтва, нігтьової естетики, макіяжу та моделювання брів.(1998) та  Кубка Києва з перукарського мистецтва (2002). Співзасновник Громадської організації “Комітет стандартів салонів краси” (КСКК) {1.}

## Життєпис
Олексій Антонюк народився 24 вересня 1965 року в м. Коростишів, Житомирська область, Україна Після закінчення середньої школи №33 міста Житомира Олексій вступив до Житомирського будівельного технікуму, який закінчив у 1984 з відзнакою. Під час навчання в технікумі проходив виробничу практику в районі крайньої півночі м. Ноябрьський, Тюменської області. 
В 1984 році вступив до Київського інженерно-будівельного інституту (сьогодні - КНУБА), але навчання довелося перервати на два роки через строкову службу в армії.  Олексій служив у військах ППО та звільнився у званні старшого сержанта запасу. Після строкової служби продовжив навчання. В 1988 році знов вибрав  для проходження практики район Камчатки на Крайній Півночі. 
З 1989 року Олексій залучений до індустрії краси. Він розпочав роботу у Лабораторії моди та зачіски (структурний підрозділ Міністерства побутового обслуговування населення Української СРСР). Водночас він продовжував навчання в КІБІ.
Того ж року Антонюк розпочав власну справу — відкрив під брендом S&A Group перший приватний салон краси в Україні, який згодом трансформувався у провідну приватну компанію у сфері б’юті індустрії в Україні, S&A Group.

## Освіта
- 1971-1980 — Середня школа №33 м. Житомир
- 1980-1984 — Житомирський будівельний технікум
- 1984-1989 — Київський інженерно-будівельний інститут (перервав навчання з початком підприємницької діяльності)
- 2007 — закінчив коледж Київського національного університету технологій та дизайну за спеціальністю «Перукарська справа та декоративна косметика».
- 2009 — завершив навчання в Інституті післядипломної освіти Київського національного університету будівництва та архітектури за напрямком «Менеджмент» та отримав кваліфікацію бакалавра.
- 2009 — завершив навчання у Київському університеті технологій та дизайну за кваліфікацією бакалавр за  напрямком  «Мистецтво».

## Початок кар’єри
Від самого початку кар’єри у сфері краси Олексій Антонюк став новатором у підприємництві у цій індустрії. Він першим відкрив приватний салон краси під брендом S&A Group у 1989 році [2]. Згодом один салон переріс у мережу, а до напрямків діяльності S&A Group додалися навчальний центр для фахівців beauty-індустрії (відкритий у 1992 році) та видавництво професійних друкованих видань для майстрів індустрії краси (з 1997 року) — журналів «Дзеркало моди», «Косметолог», «Нігтьова Естетика» та «Макіяж» [3] [4] [5]. Паралельно з видавництвом журналів S&A Group виступала, як організатор комерційних майстер-класів [6]  Чемпіонату України з перукарського мистецтва, Кубка Києва з перукарського мистецтва та розвивала власну агенцію маркетингових досліджень [5]. Сам Олексій крім ведення бізнесу також розвивав індустрію краси в Україні та виводив її на світовий рівень завдяки своїй активній громадській діяльності [2].
У 2013 році Олексій Антонюк продав частку бізнесу в  компанії S&A Group стратегічному покупцеві та зосередився на розвитку персонального бренду, як учасник конференцій з менеджменту, спікер-експерт та коуч з особистого зростання, консультант та організатор профільних подій в індустрії краси, як в Україні так і на міжнародному рівні. З 2013 року Олексій Антонюк зосередився на розвитку громадських  організацій “Спілка перукарів України”, “Комітет стандартів салонів краси”, організації роботодавців “Усім Миром”. 

## Створення СПУ та КССК
В 1996 році Олексій Антонюк став ініціатором створення Спілки  Перукарів України (СПУ) та зареєстрував ГО ВСЕУКРАЇНСЬКА ГРОМАДСЬКА ОРГАНІЗАЦІЯ "СПІЛКА ПЕРУКАРІВ УКРАЇНИ" в 1997 [4].  Організація об’єднала понад 3 000 найактивніших фахівців — перукарів, візажистів, майстрів манікюру, моделювання брів, то що  — із завданням захисту їхніх інтересів і розвитку індустрії[7]. В рамках роботи СПУ Олексій Антонюк став керівником оргкомітету з проведення Чемпіонату України з перукарського мистецтва (1997), повністю відповідав за створення, підготовку та організацію. Також згодом в 1998 році,  саме СПУ стала ініціатором проведення першої фахової події - Чемпіонату України з перукарського мистецтва, нігтьової естетики та макіяжу в незалежній Україні.  На основі Чемпіонату була створена Збірна команда України з перукарського мистецтва, яка представляла Україну на Чемпіонатах світу Hairworld  від ОМС[8]. Для відбору майстрів до збірної СПУ щороку проводила регіональні відбіркові чемпіонати з перукарського мистецтва (Кубок Києва, Золотий Лев (Львів)[9], Перша Столиця (Харків), Молоді Таланти України (Дніпро)[1], Кубки Запоріжжя, Одеси, відбіркові тури в містах Тернопіль, Мукачево, Миколаїв). За результатами діяльності СПУ Збірна України з перукарського мистецтва дуже вдало виступала на світових змаганнях. Вперше Збірна України з перукарського мистецтва взяла участь у Чемпіонаті Світу у 1998 році в Сеулі (Південна Корея) за ініціативи Олексія Антонюка та посіла 15 місце з 36 країн учасниць. Також він готував поїздку збірної у 2000 році на Чемпіонат світу в Німеччині[10].2002, 2004, 2006, 2008, 2010, 2012, 2014, 2016, 2017  роках.  Олексій Антонюк обіймав позицію  Президента СПУ з 1997 по 2018 рік. Після цього Спілку Перукарів України було реорганізовано у ширшу організацію — Спілку Професіоналів України в Індустрії Краси, яку очолив Олександр Толубко[11]. Олексій Антонюк є Почесним Президентом Спілки професіоналів в Індустрії Краси. 
У 2009 році Олексій Антонюк став ініціатором та співзасновником  КССК — Комітет стандартів салонів краси, організації, яка займається розробкою та впровадженням стандартів якості обслуговування у beauty-індустрії (перукарі, візаж, нігтьова естетика, косметологія, перманентний макіяж) включно із сертифікацією та акредитацією вчителів  відповідно до встановлених стандартів. [12]. Організація передбачає шестирівневу систему підтвердження кваліфікації майстрів  з різними критеріями відповідності для окремих спеціалізацій в  індустрії краси. Здійснюють підтвердження кваліфікації  акредитовані навчальні центри. 

## Громадська діяльність
Крім активної професійної те підприємницької діяльності Олексій Антонюк виступає, як активний громадський діяч. Зокрема, він є засновником галузевого ГО «Всім Миром»[4] і членом Ради всеукраїнської організації роботодавців (ВАР), а також членом Президії Федерації роботодавців Києва (ФРК).

## Участь в міжнародних організаціях та нагороди
Олексій Антонюк увійшов до складу членів української секції Intercoiffure Mondial, офіційно заснованої у 2000 році за підтримки компанії Wella Україна[13]. Він був одним з перших та найактивніших учасників діяльності українського підрозділу Intercoiffure Mondial з моменту заснування. У 2003 році Олексій Антонюк отримав відзнаку “Personality of the year” від ICD Mondial (Intercoiffure Mondial)[14]. 
З 2018 по 2017 рік, Олексій Антонюк був офіційним делегатом від України в ОМС. Олексій Антонюк неодноразово нагороджений відзнаками  від ОМС за внесок в міжнародну б’юті-індустрію[15]. Нагороджений спеціальним кубком за виступ в благодійному шоу - Alternative Hair Show[16].  
Внесок у розвиток індустрії краси
Олексій Антонюк продовжує активно розвивати індустрію краси в України за допомогою організації тематичних професійних подій (зокрема, національні виставки «Дзеркало Моди — Львів-2011»[17] та «Дзеркало моди — Донецьк — 2012»[18]), Запоріжжя. 
Крім того, Олексій Антонюк є ініціатором та координатором низки професійних проєктів у б’юті-індустрії України та на міжнародному рівні:
- LASH FLASH: Чемпіонат для майстрів з нарощування вій, який проводиться в Україні та міжнародному форматі.  
- Smart Hair Show: Освітній проєкт для стилістів, спрямований на підвищення кваліфікації та обмін досвідом серед професіоналів індустрії краси. 
- Health Hair IN:  Міжнародна Конференція для трихологів.   
- Live Hair: Міжнародна Конференція для майстрів реконструкції та відновлення волосся. 
- MB Award Championship: Чемпіонат для спеціалістів з мікроблейдингу, який збирає майстрів з усієї України для демонстрації своїх навичок та обміну досвідом.
- Fusion Hair UA: Подіум перукарських ідей, де представлені новітні тенденції та техніки в перукарському мистецтві.  
- Beauty Trend Hunters: Конференція, присвячена обговоренню актуальних трендів у б'юті-індустрії, з участю провідних експертів та брендів. 
- BROWPRO UA: Чемпіонат для бровистів, що дозволяє майстрам продемонструвати свої вміння та отримати визнання в професійній спільноті.  
- PM Award: Чемпіонат для майстрів перманентного макіяжу, який став одним з найпрестижніших у сфері ПМ в Україні. 
- Glitch Glam: Новий унікальний проєкт для б`юті індустрії. В ньому може взяти участь будь-який майстер світу. Крім перемоги, кожен майстер може підтвердити свою кваліфікацію від КССК та GCM. 
- Маркетплейс б’юті-майстрів та вчителів з усього світу ANTEO1. Новий міжнародний проєкт, створений Олексієм Антонюком, який розпочав свою діяльність у 2024 році.  Сайт проєкту знаходиться у стадії розробки та відкриття. До нього розробляється модуль для продажу відеоуроків та курсів. 
- Global Creative Masters (GCM): Новий проєкт підтвердження кваліфікації майстрів на міжнародному рівні. Заснований у 2025 році. 

## Благодійність
Завдяки Олексію Антонюку було реалізовано декілька благодійних проєктів, що об’єднали перукарів України заради допомоги дітям. Зокрема, Антонюк виступив співорганізатором благодійної акції «Дні дитинства», що початку 2000-х років регулярно проходив в Україні спочатку з нагоди свята Святого Миколая[19], а потім (2005) — напередодні нового навчального року[20]. Партнерами заходу виступили, зокрема, телеканали 1+1 і НТН, журнали «Наталі» та «Дзеркало моди». Завдяки благодійній ініціативі «Дні дитинства» малеча отримала можливість зробити зачіски у професійних перукарів зі знижками, а салони та майстри перерахували з отриманих протягом акцій коштів частину на лікування дітей з онкологією.
5 вересня 2011 року з ініціативи Олексія Антонюка та компанії S&A group в Києві пройшов благодійний проєкт  Alternative Hair Visionary Award Ukraine[21].   
У 2012 році Олексій Антонюк та команда стилістів від S&A group, першими серед країн СНД виступили в Alternative Hair Show[16] - найпрестижнішому, легендарному благодійному шоу для стилістів світу, організатором якого є провідний стиліст світу Tony Rizzo. 
У квітны 2022 року Олексій Антонюк створив волонтерський проєкт Beauty Army[22], в рамках якого понад 1000 українських майстрів б’юті-індустрії надають безоплатні послуги пораненим.  За час роботи проєкту було надано десятки тисяч безкоштовних послуг в багатьох лікарнях, госпіталях, реабілітаційних центрах. 